# Lørups Ridehus
55°41′25.8″N 12°34′37.9″Ø / 55.690500°N 12.577194°Ø
Lørups Ridehus var et ridehus beliggende på hjørnet af den dengang nyanlagte Upsalagade og Stockholmsgade  på Østerbro i København. Ridehuset fik navn efter den forhenværende kongelige berider Carl Albert Lørup (1864–1954), som på Christian IX's foranledning i 1891 opførte Lørups Ridehus. Ridehuset havde tilskuer- og musiktribune samt et stort staldanlæg til firs heste.
Lørups Ridehus var også et af Københavns mest kendte forsamlingshuse. Den radikale leder, Viggo Hørup, holdt mange af sine berømte brandtaler her. Huset blev desuden også anvendt til en række societybryllupper. 10. maj 1894 er der beskrevet et bryllup for obersten i Frelsens Hær Jacob Daniel Hartvig Fich og Elisabeth Nielsen med 1500 gæster, og her blev Danmarks første ridekonkurrence afholdt i 1903. Boksepromotor Valdemar Christiansen og Bokseselskabet Ringen arrangerede flere professionelle boksestævner i 1920'erne.
Lørups Ridehus blev revet ned i 1931 og på grunden blev der 1932 opført en mondæn udlejningsejendom tegnet af arkitekt Henning Hansen. I dag er det Andelsforeningen AB Lørups Ridehus stiftet i 2006, som ejer huset. Ejendommen rummer 105 lejligheder med et samlet areal på 7.269 kvadratmeter, fire erhvervslejemål på 213 kvadratmeter samt 29 garager med et areal på 480 kvadratmeter.